# Púlpito de la catedral de Pisa
El púlpito, llamado también ambón, de la catedral de Pisa fue esculpido por Giovanni Pisano entre 1301 y 1310, constituyendo una de sus obras maestras.

## Historia

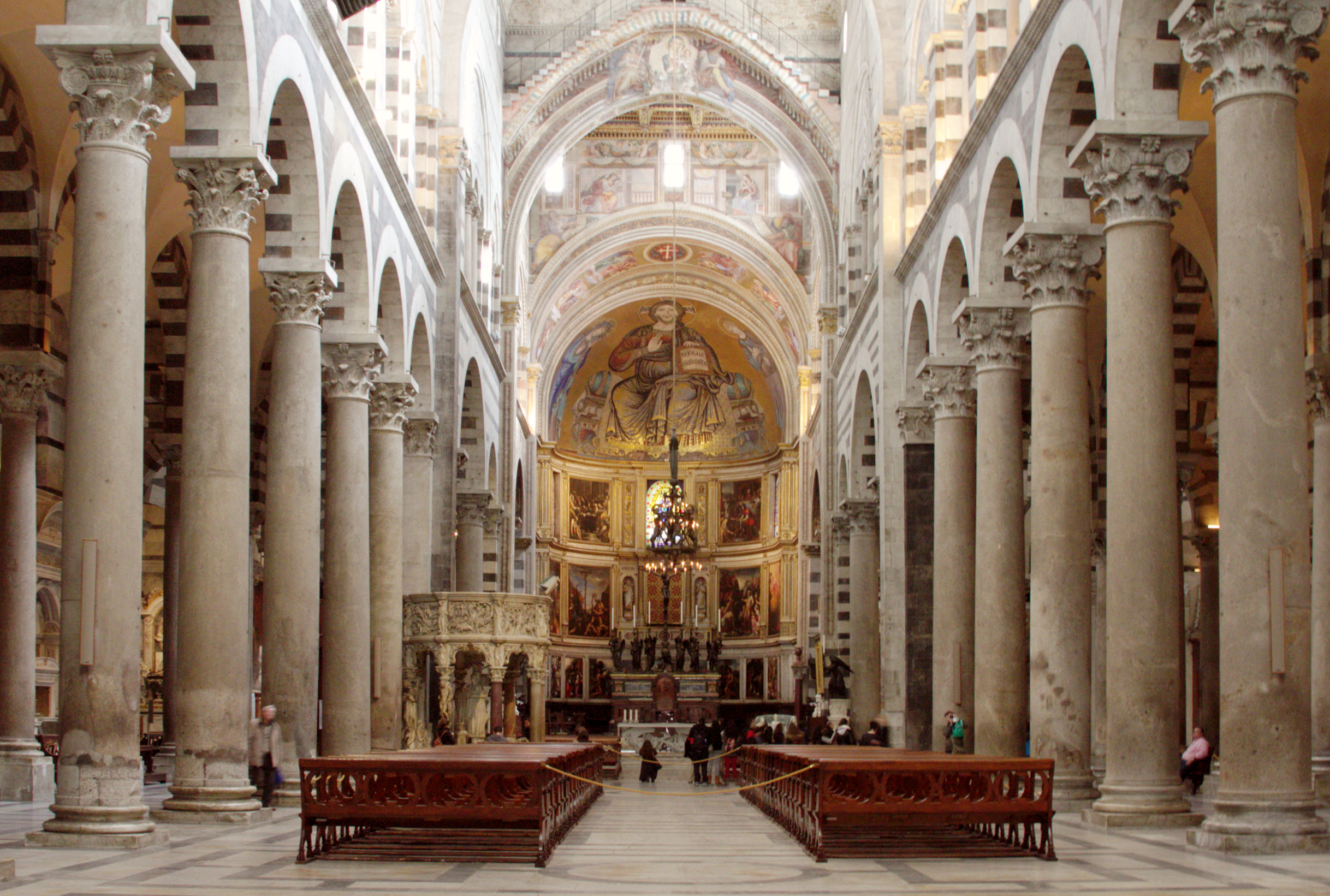
Vista de la nave con el púlpito

El púlpito encargado a Giovanni Pisano reemplazó uno precedente, realizado por Guglielmo (1157-1162), que fue enviado a la catedral de Cagliari, entonces dependiente del arzobispo de Pisa.
El púlpito de Giovanni Pisano se completó en 1310 y sobrevivió al gran incendio de la catedral el 25 de octubre de 1596. Durante los trabajos de restauración, entre 1599 y 1601, se desmontó el púlpito y sus piezas se colocaron en diferentes lugares, entre ellos el Camposanto y los almacenes de la Opera della Primaziale. No se volvió a montar hasta 1926, cuando se reconstruyó en una posición diferente a la original y, seguramente, con las partes en un orden y orientación diferente al pretendido por el autor, ya que no había documentación de cómo se organizaban los diversos elementos, incluidos los mosaicos, antes del desmantelamiento. Ni siquiera se sabe si poseía o no una escalera de mármol.
Las cuatro columnas «sencillas» fueron donadas por Mussolini, en la época en que era dictador, ya que después de la reconstrucción faltaban algunas piezas (como la escalera). Para honrar al Duce estas columnas se colocaron a la vista, poniendo las cariátides en la parte trasera, menos visibles, cuando, supuestamente, debería haber sido exactamente lo contrario.

## Descripción
Con su estructura articulada arquitectónica y la compleja decoración escultórica, la obra es una de las narraciones en imágenes más amplias del siglo XIV que refleja la renovación y el fervor religioso de la época.
En los paneles, ligeramente curvados, están esculpidos con un lenguaje expresivo, los episodios de la Vida de Cristo.
1. Annunciazione, Visitazione e Nascita del battista
2. Natività e Annuncio ai pastori
3. Sogno e adorazione dei Magi
4. Presentazione di Gesù al tempio e Fuga in egitto
5. Strage degli Innocenti
6. Bacio di Giuda, Incoronazione di spine, Flagellazione
7. Crocifissione
8. Giudizio Universale (nei due riquadri degli Eletti e dei Dannati con al centro Cristo Giudice

Paneles con episodios de la Vida de Cristo
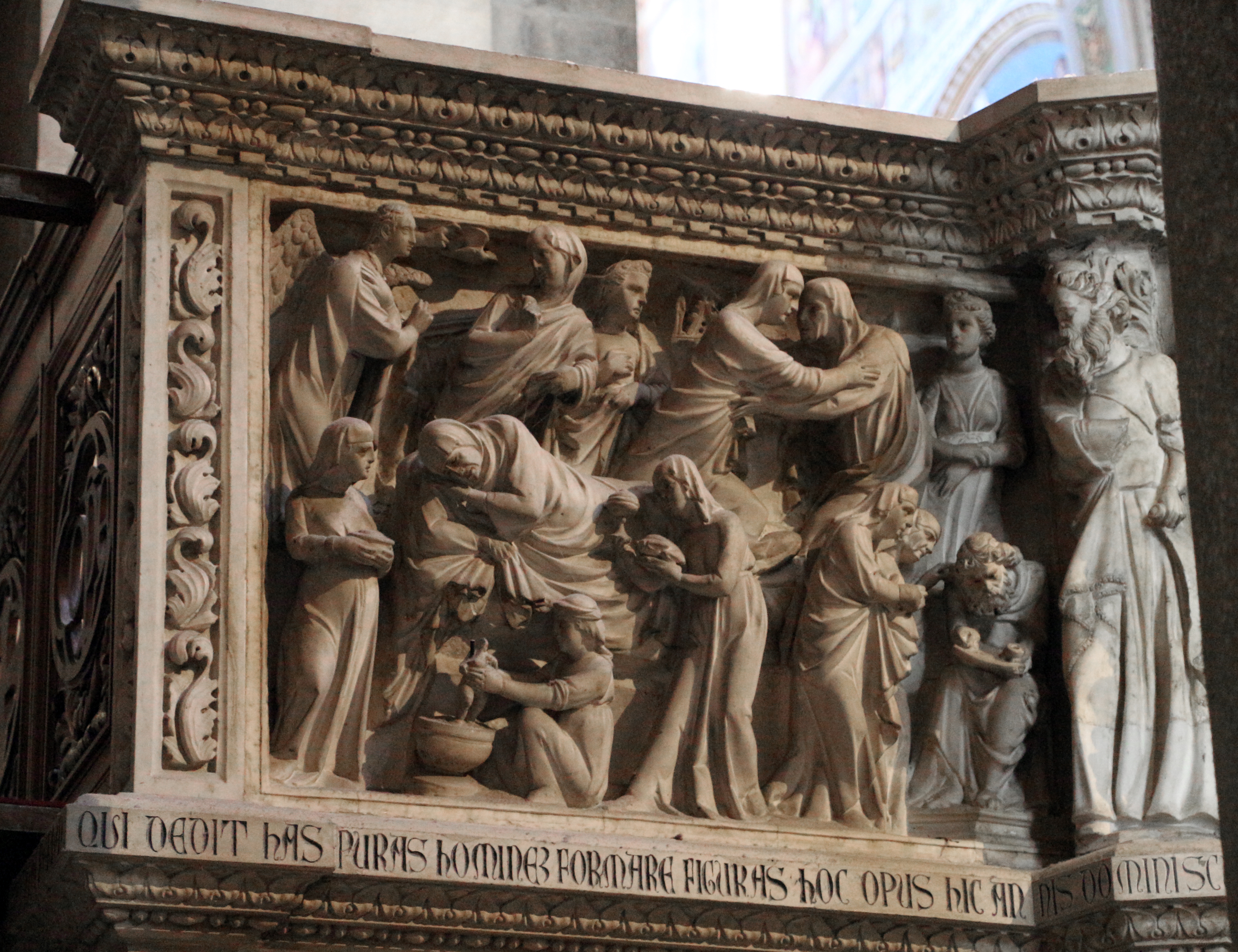
Annunciazione, Visitazione e Nascita del battista
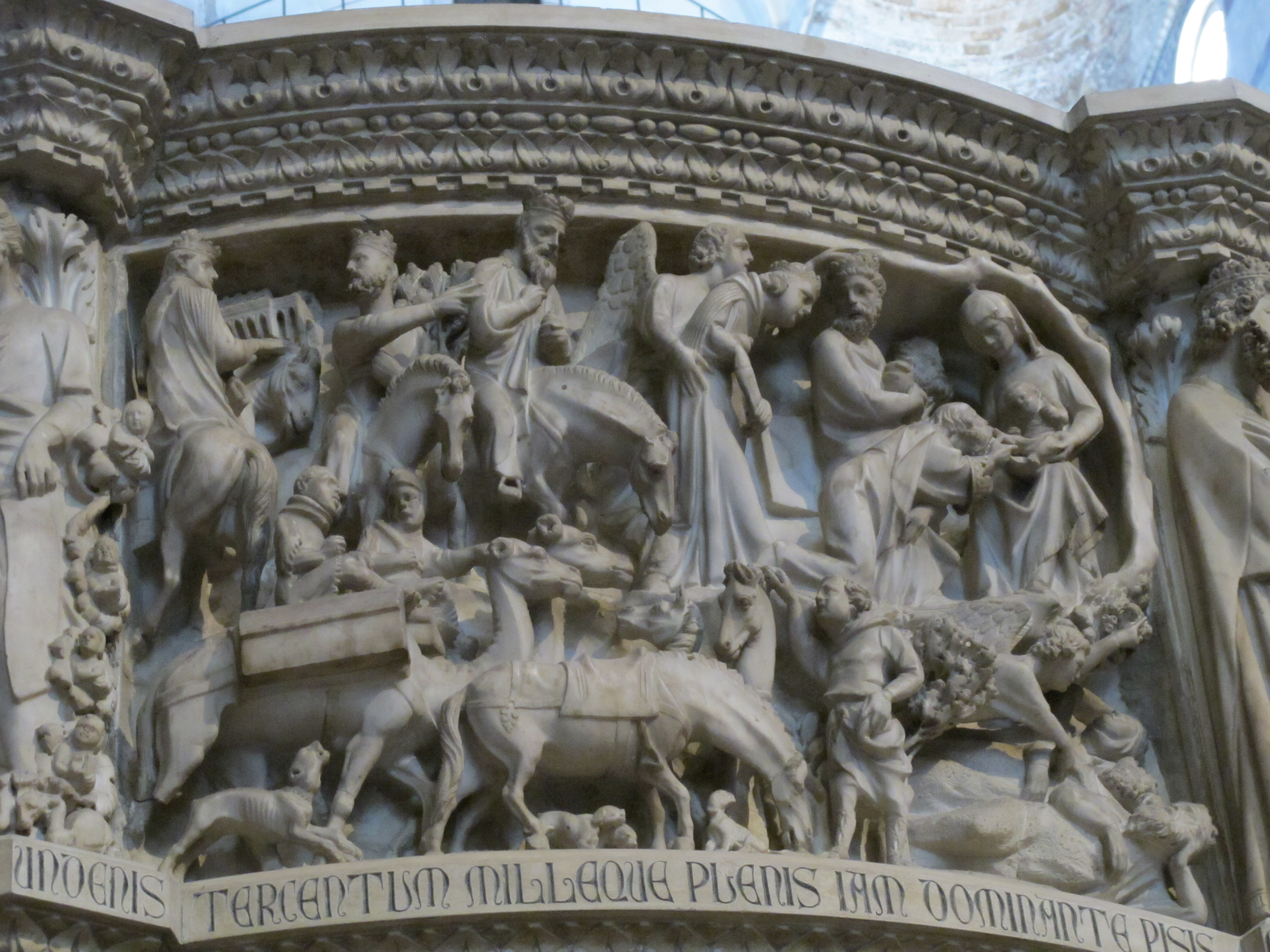
Adorazione dei Magi
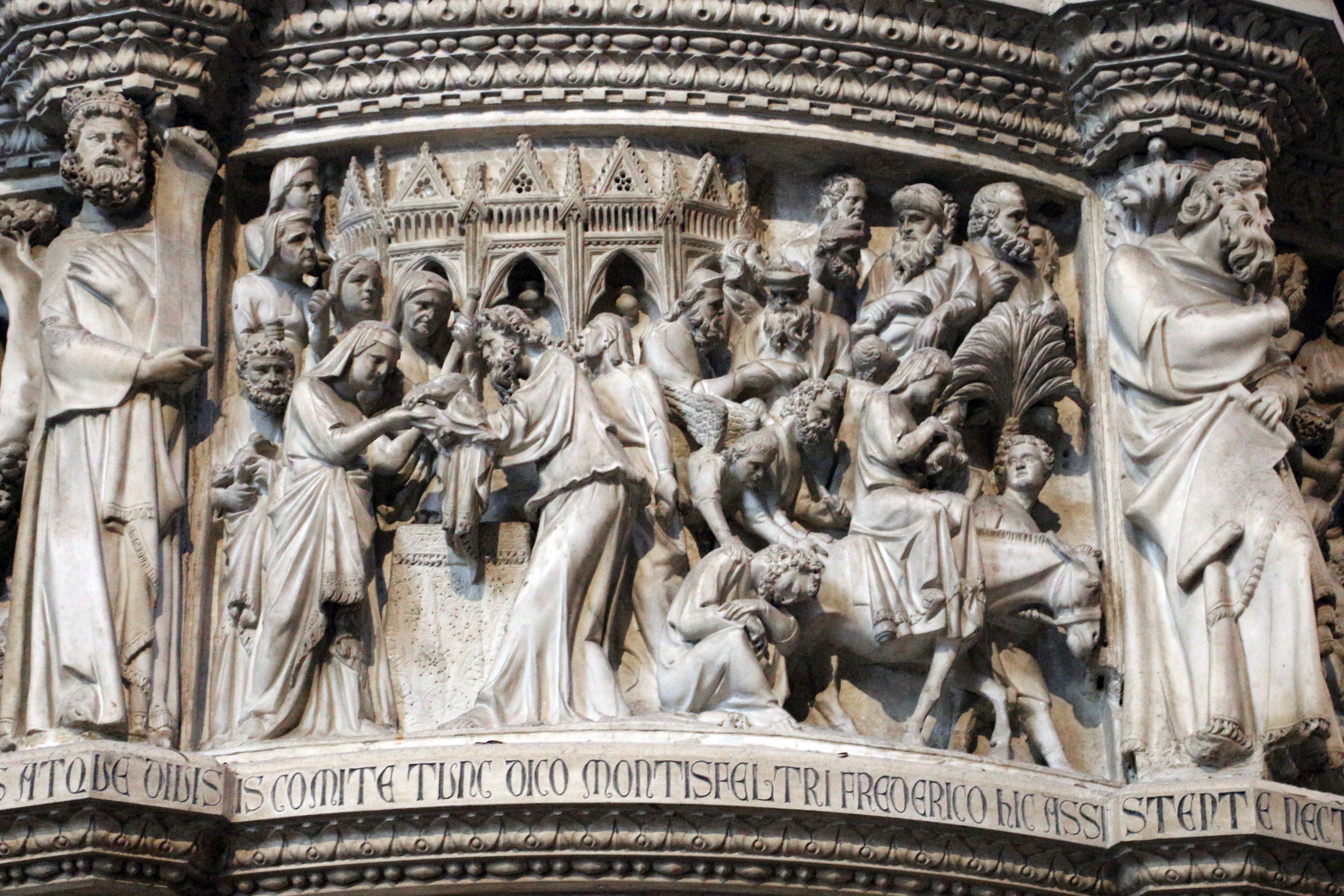
Presentazione di Gesù al tempio e Fuga in egitto
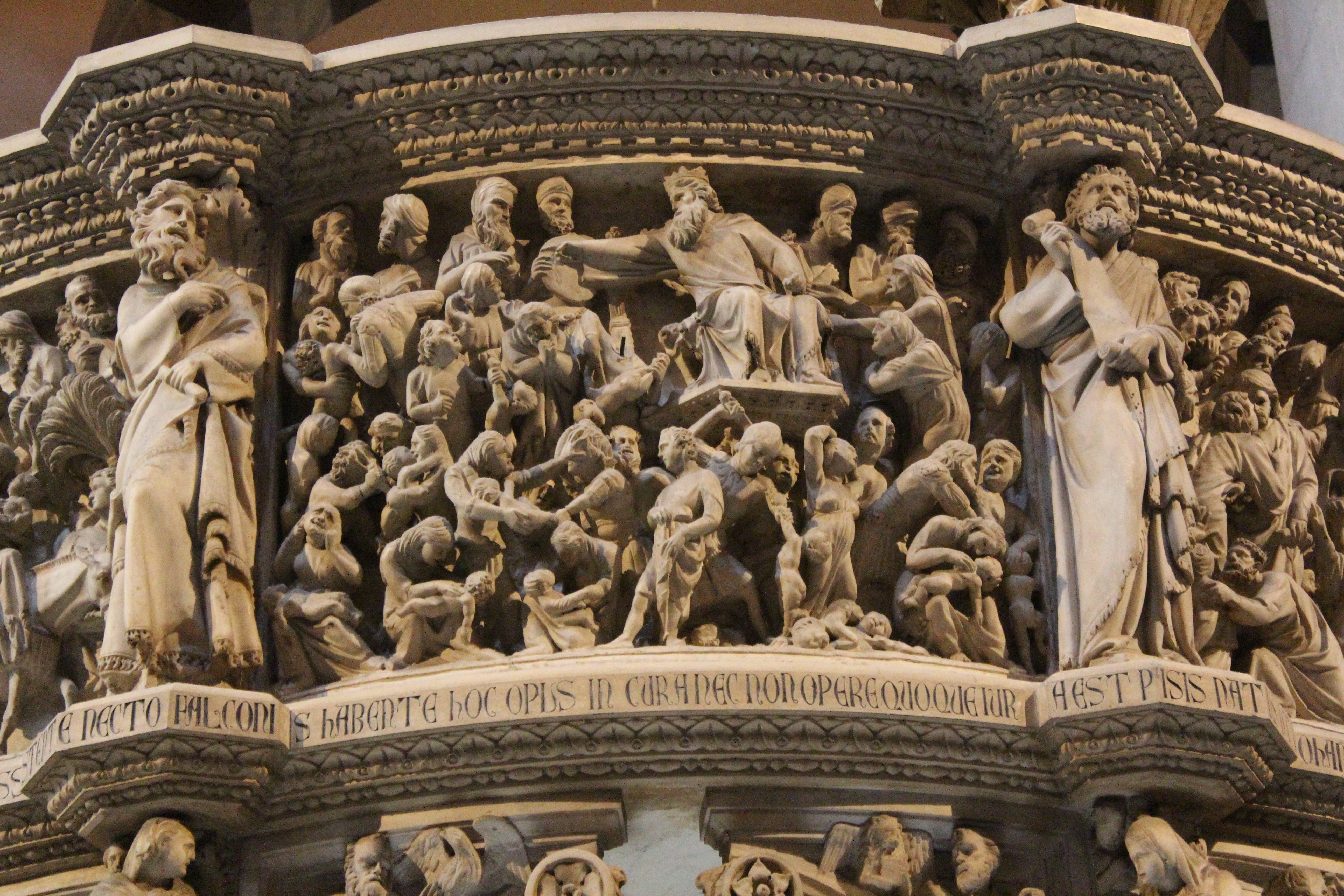
Strage degli Innocenti
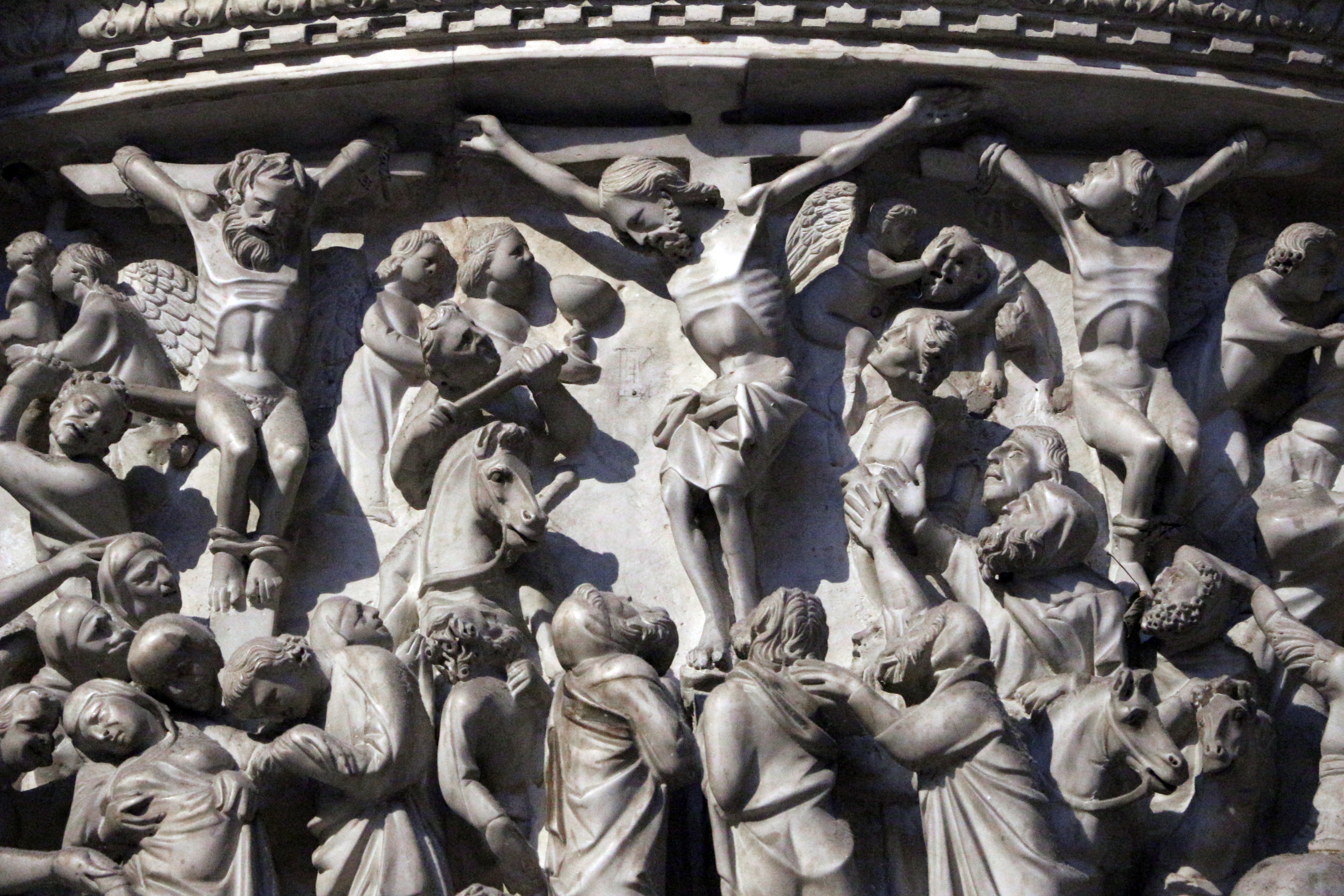
Crocifissione
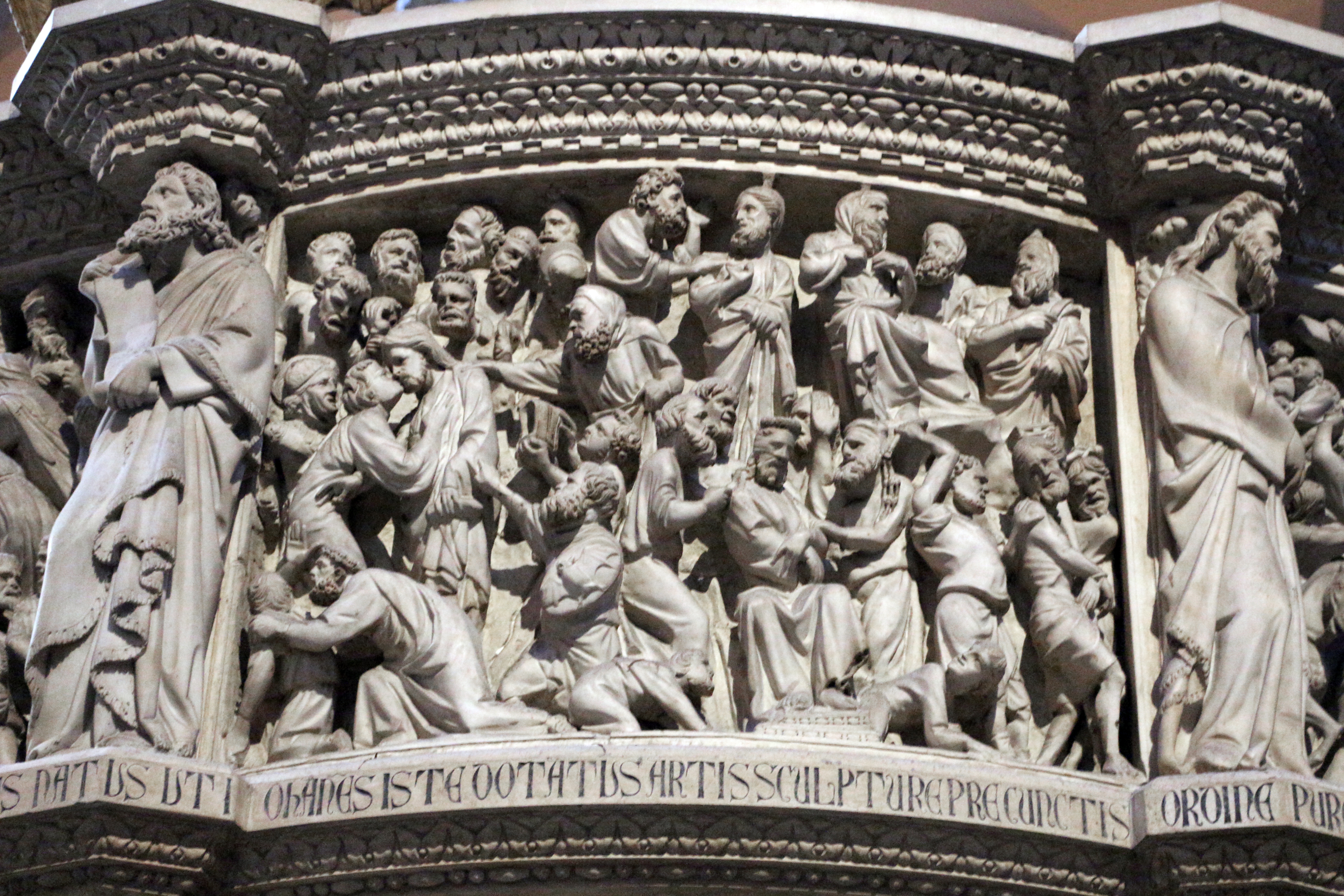
Bacio di Giuda, Incoronazione di spine, Flagellazione
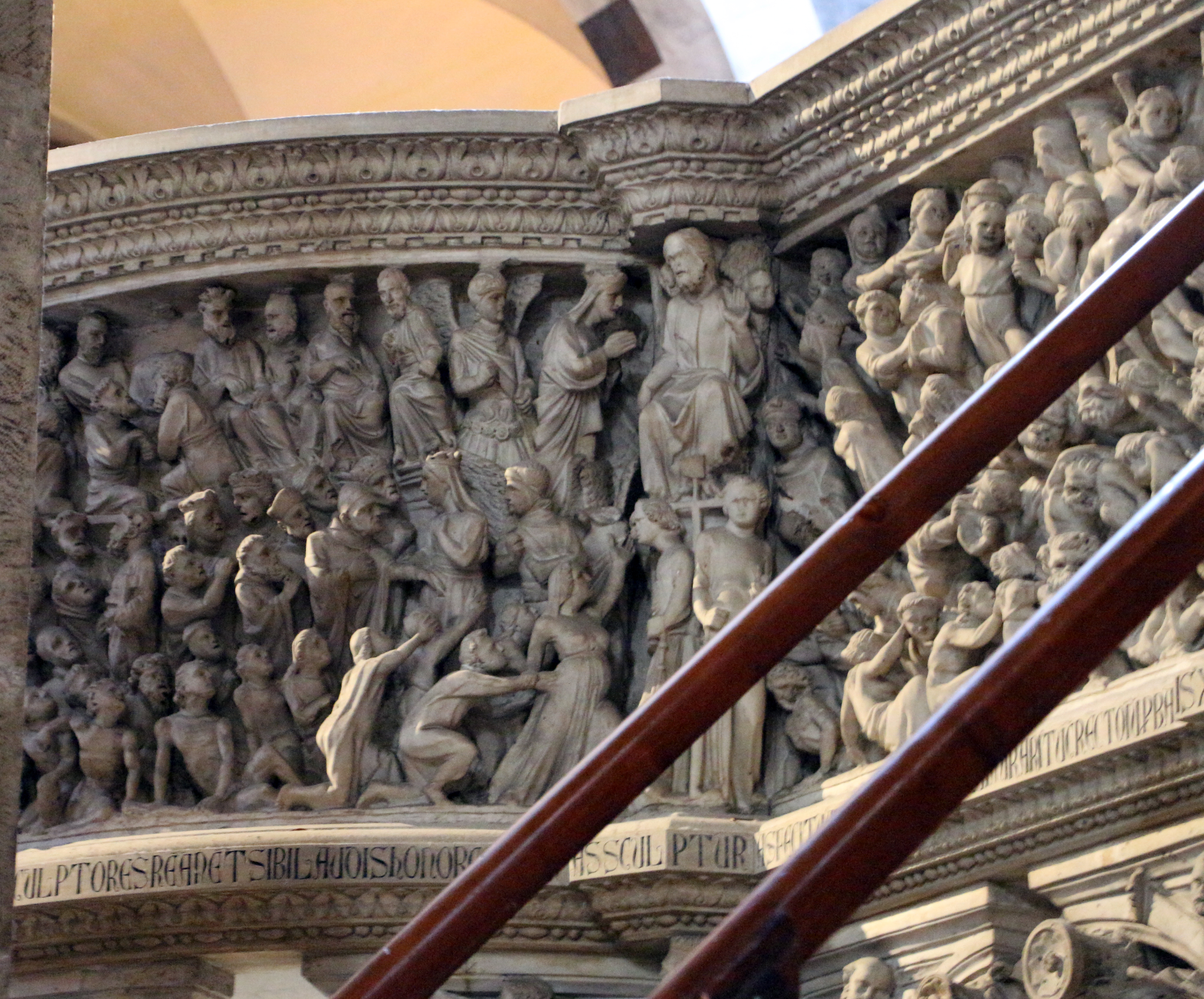
Il Giudizio universale

La estructura es poligonal, como los ejemplos precedentes análogos, en el baptisterio de Pisa, en el catedral de Siena y en la iglesia de San Andrés de Pistoia, pero por primera vez los paneles están ligeramente curvados, dando una idea de circularidad nueva en su género. Igualmente originales son:
- La presencia de cariátides y atlantes propiamente dichos, es decir, figuras talladas en lugar de columnas simples, con varios significados simbólicos
- El añadido de ménsulas con volutas en lugar de arcos para sostener el entrepiso
- El extraordinario sentido del movimiento, que aportan las numerosas figuras que llenan cada espacio vacío.

Esta obra presenta relieves con un lenguaje un poco más compasivo, respecto al dinamismo disruptivo del púlpito de Pistoia, mientras que las innovaciones arquitectónicas son más relevantes.
Una de las cariátides simboliza la Ecclesia, y tiene en su base la serie de las cuatro virtudes cardinales personificadas (Justicia, Fortaleza, Templanza y Prudencia), entre las cuales destaca la desnuda Temperanza, que retoma la pose de la Venus pudica. Pero estas virtudes, como se lee en la inscripción del mismo Giovanni, tienen un significado más amplio, como las cuatro partes del mundo, cuatro ríos del Paraíso y las cuatro edades de la mujer. Giovanni creó, de esta manera, una summa del universo enciclopédico de la época.

## Galería de imágenes

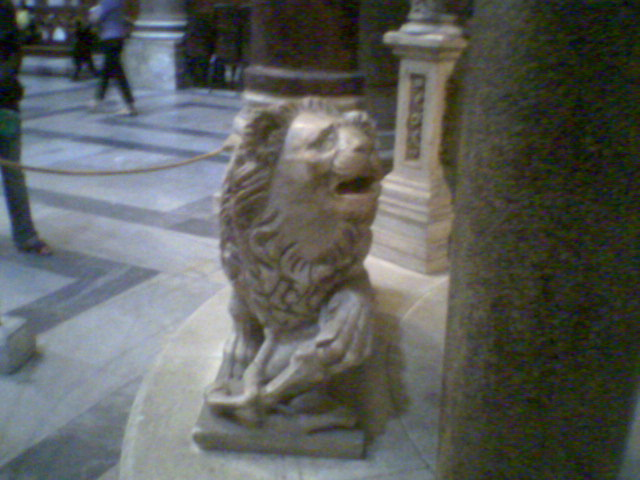
León estilete
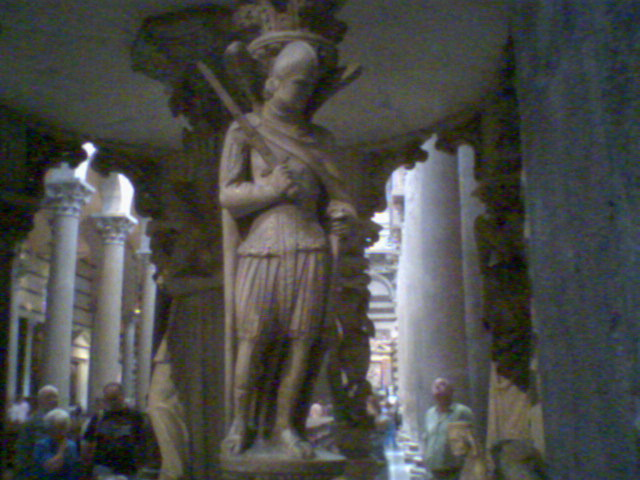
Atlante con Arcángel
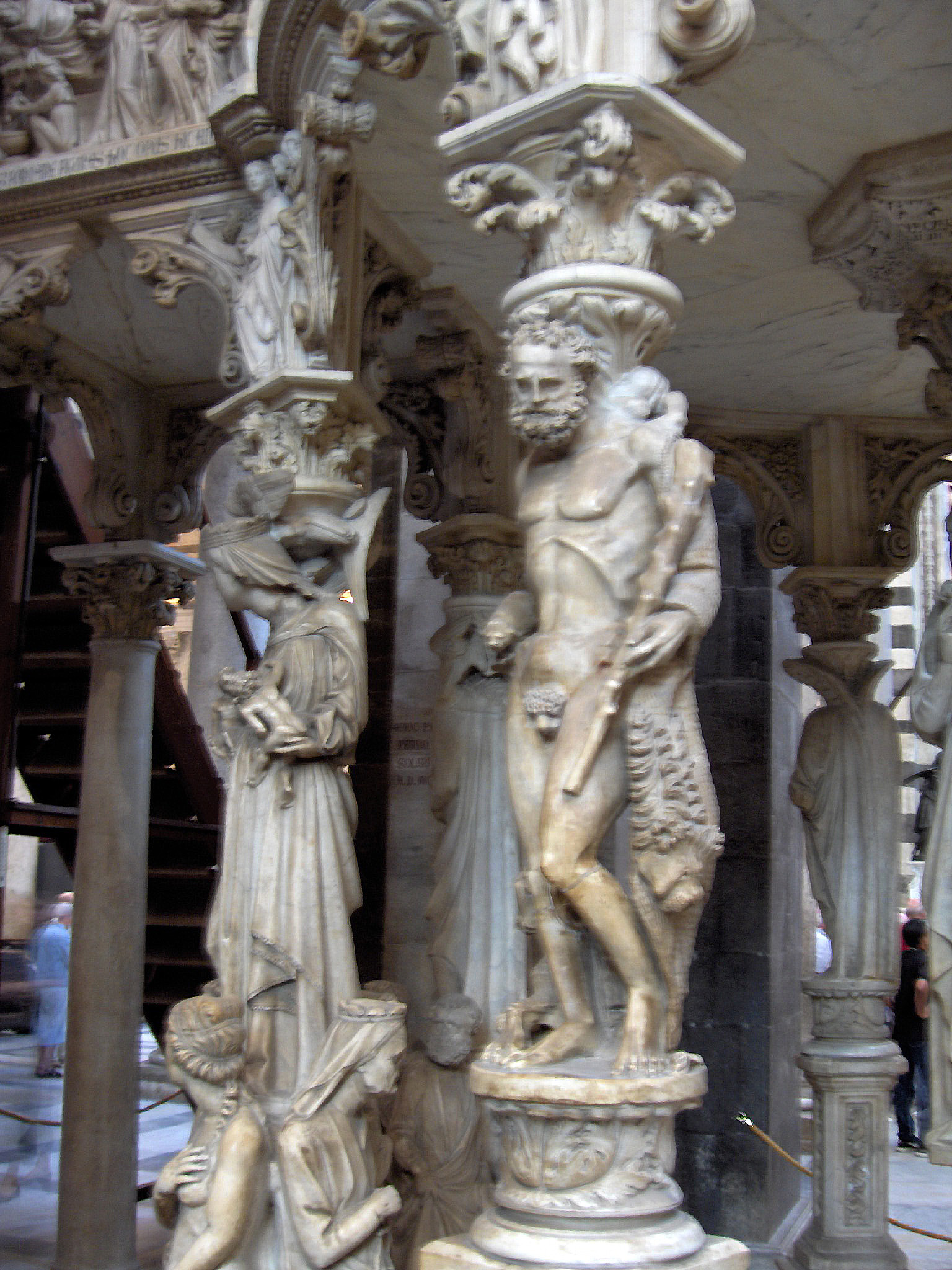
Atlante con Hércules

Partes del púlpito no utilizadas y conservadas en el Museo Metropolitano de Arte
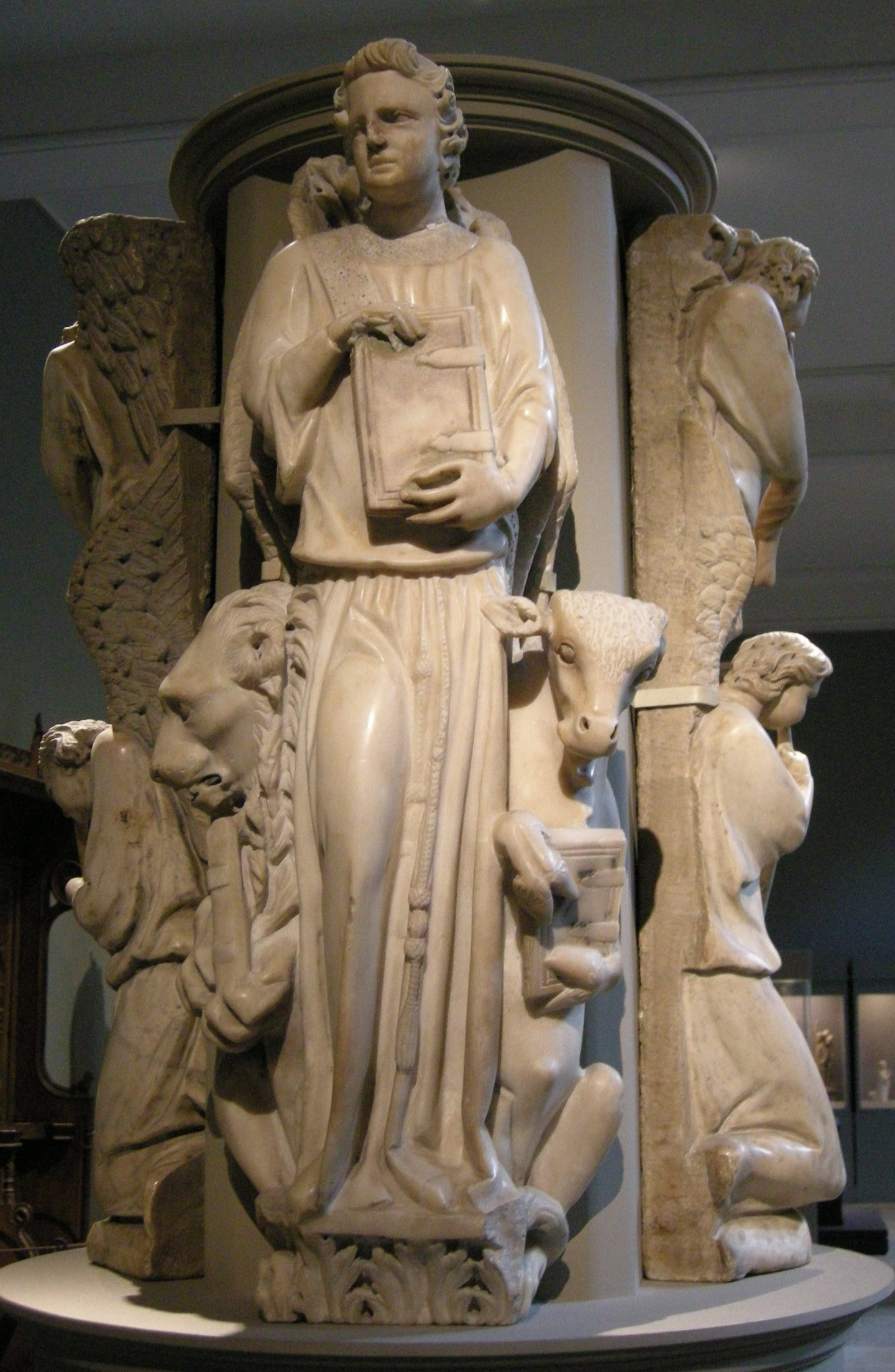
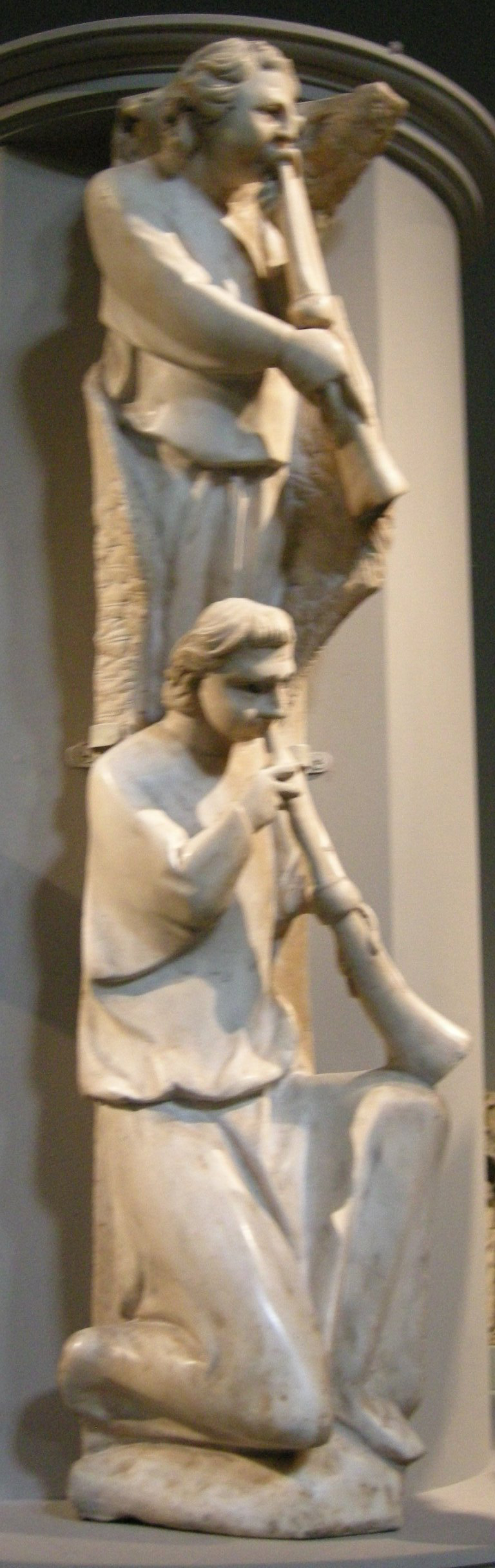
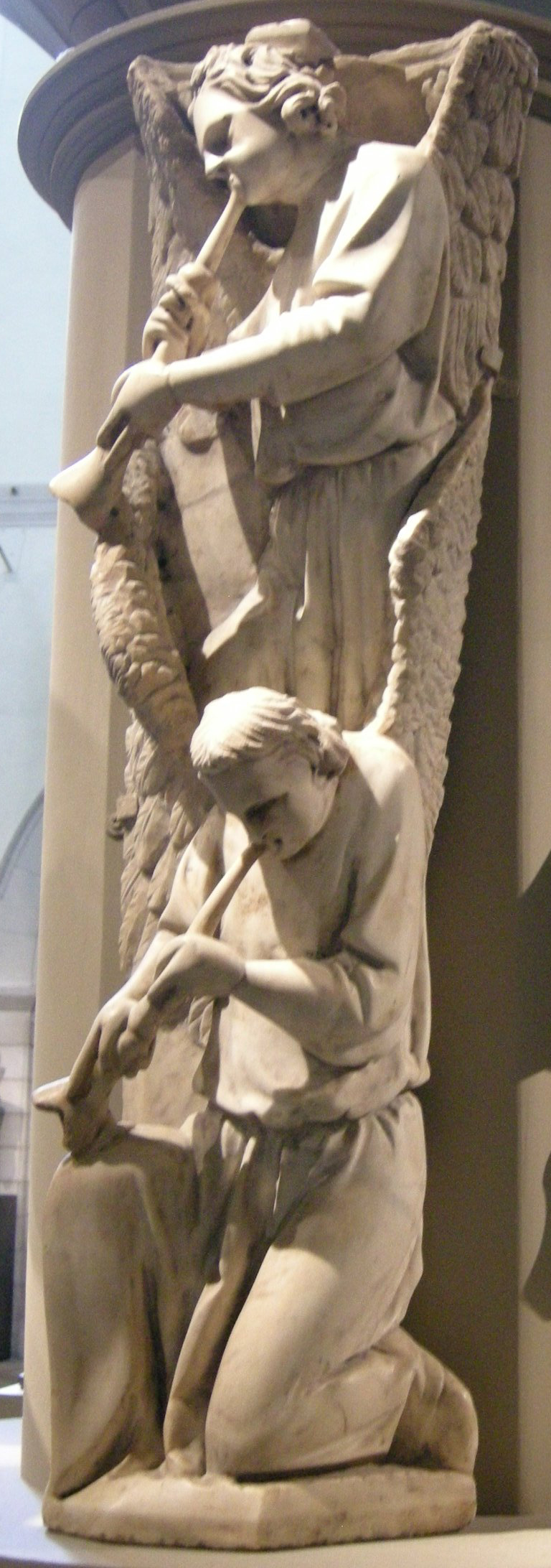